# 캔 디스 비 러브
《캔 디스 비 러브》(Can This Be Love)는 필리핀에서 제작된 조시 하비에르 리예스 감독의 2005년 코미디, 멜로/로맨스 영화이다. 히어로 엔젤레스 등이 주연으로 출연하였다.

## 출연

### 주연
- 히어로 엔젤레스
- 박산다라

### 조연
- 터소 크루즈 3세
- 로더릭 폴레이트
- 유진 도밍고
- 케첩 에우세비오
- 일로나 진
- 데니스 호아킨

## 기타
- 라인프로듀서: 마리빅 B. 옹
- 미술: 윌리 어비노